# Oxytrigona obscura
Oxytrigona obscura är en biart som först beskrevs av Heinrich Friese 1900.  Oxytrigona obscura ingår i släktet Oxytrigona och familjen långtungebin. Inga underarter finns listade i Catalogue of Life.